# ティンダリス沖の海戦
ティンダリス沖の海戦は第一次ポエニ戦争中の紀元前257年にティンダリス（現在のティンダリ）沖で発生した共和政ローマとカルタゴの間の海戦。ティンダリスは紀元前396年に建設されたシチリア島のギリシャ人植民地で、ティレニア海につながるパッティ湾を見下ろす高地にあった。シラクサの僭主ヒエロン2世は、ティンダリスをカルタゴの根拠地として使うことを許していた。海戦はティンダリスとエオリア諸島の間の海域で行われ、ガイウス・アティリウス・レグルス・セッラヌスがローマ海軍を指揮した。この海戦の後、ローマはティンダリスを奪取した。

## 戦闘
レグルスの艦隊はティンダリス沖に投錨していたが、その前方をカルタゴ艦隊が戦闘隊形をとらずに通過するのを目撃した。レグルスは直ちに艦隊主力に前衛部隊に追従するように命じ、前衛部隊10隻をカルタゴ艦隊に向かわせた。カルタゴ艦隊は、ローマ軍前衛部隊が本体から離れて迫ってくるのに気付いた。カルタゴ艦隊は先手をとってローマ前衛戦隊に向かい、9隻を撃沈した。その間にローマ軍本体が戦列を整えて到着し、戦闘が開始された。ローマ軍はカルタゴ艦8隻を撃沈し、10隻を鹵獲した。カルタゴ軍残存艦隊はエオリア諸島に撤退した。
この後に第一次ポエニ戦争最大の海戦であるエクノモス岬沖の海戦が発生し、ローマはこれにも勝利してアフリカに上陸する。

## 参考資料
1. ↑  Polybius, 1:25.1
2. ↑  Polybius, 1:25.3
3. ↑  Polybius, 1:25.4

座標: 北緯38度8分44秒 東経15度2分23秒 / 北緯38.14556度 東経15.03972度